# Archie le Robot
Pour l’article homonyme, voir Archie Andrews.
Archie le (merveilleux) Robot est une publication de presse française de bande dessinée disparue consacrée à la série britannique du même nom créée par George Cowan et Ted Kearon dans la revue Lion le 23 février 1952. La première histoire est intitulée The Jungle Robot. Ses aventures ont continué jusqu'en 1974 avec différents auteurs dont le Hollandais Bert Bus qui a repris la série en 1971.
Inventé par le professeur C. R. Ritchie, Archie est une créature mécanique dotée de caractéristiques extraordinaires qui lui permettent de voler, d'étendre ses membres télescopiques et de résister aux balles. Accompagné de ses deux jeunes amis, Ted Ritchie et Ken Dale, il va vivre de nombreuses aventures fantastiques dans des pays exotiques et lointains. 
En 2005, Alan Moore crée la mini-série Albion, publiée par Wildstorm, qui voit le retour d'Archie le robot.

## En France
En France, Archie est paru tout d'abord dans le petit format Astrotomic avant de passer dans les revues Atoll et Archie chez Jeunesse et Vacances. Le personnage a bénéficié d'un bon accueil du public et il reste dans la mémoire de pas mal de lecteurs.

### Les revues
- Astrotomic : 47 numéros de décembre 1958 à octobre 1962 (seuls les tout  premiers numéros contiennent du Archie). Mensuel.

- Atoll : 121 numéros de mars 1967 à novembre 1981 (seuls les 76 premiers numéros contiennent du Archie). Mensuel.

- Archie : 54 numéros d'avril 1968 à juillet 1981. Trimestriel de 164 pages jusqu'au no 17, 132 pages du no 18 au 48 et 100 pages jusqu'à la fin.

#### Les Séries
- Achille (Jean Ache)
- Archie le Robot (George Cowan & F.A. Philpott, Ted Kearon, Bert Bus)
- Bala le Gallois
- Bill Tonnerre
- Cactus (Alberico Motta)
- Capitaine Infamie
- Dyno
- Junior (Luigi Grecchi & Loredano Ugolini, F. Corbella)
- L'Acrobate Volcanique
- Le prince Pablo
- Liberty Kid (Luigi Grecchi & Stefano Toldo, Lina Buffolente, Paolo Morisi…)
- Ringo Justice
- Tri-Man